# ロシア社会主義者運動
ロシア社会主義者運動（ロシア語: Российское социалистическое движение）とは、ロシアの共産主義政党、トロツキズム政党。2011年結党。第四インターナショナル加盟政党。党首は存在せず、中央委員会による集団指導体制となっている。
レフィー・フロントに参加している政党でもある。